# 麩饅頭

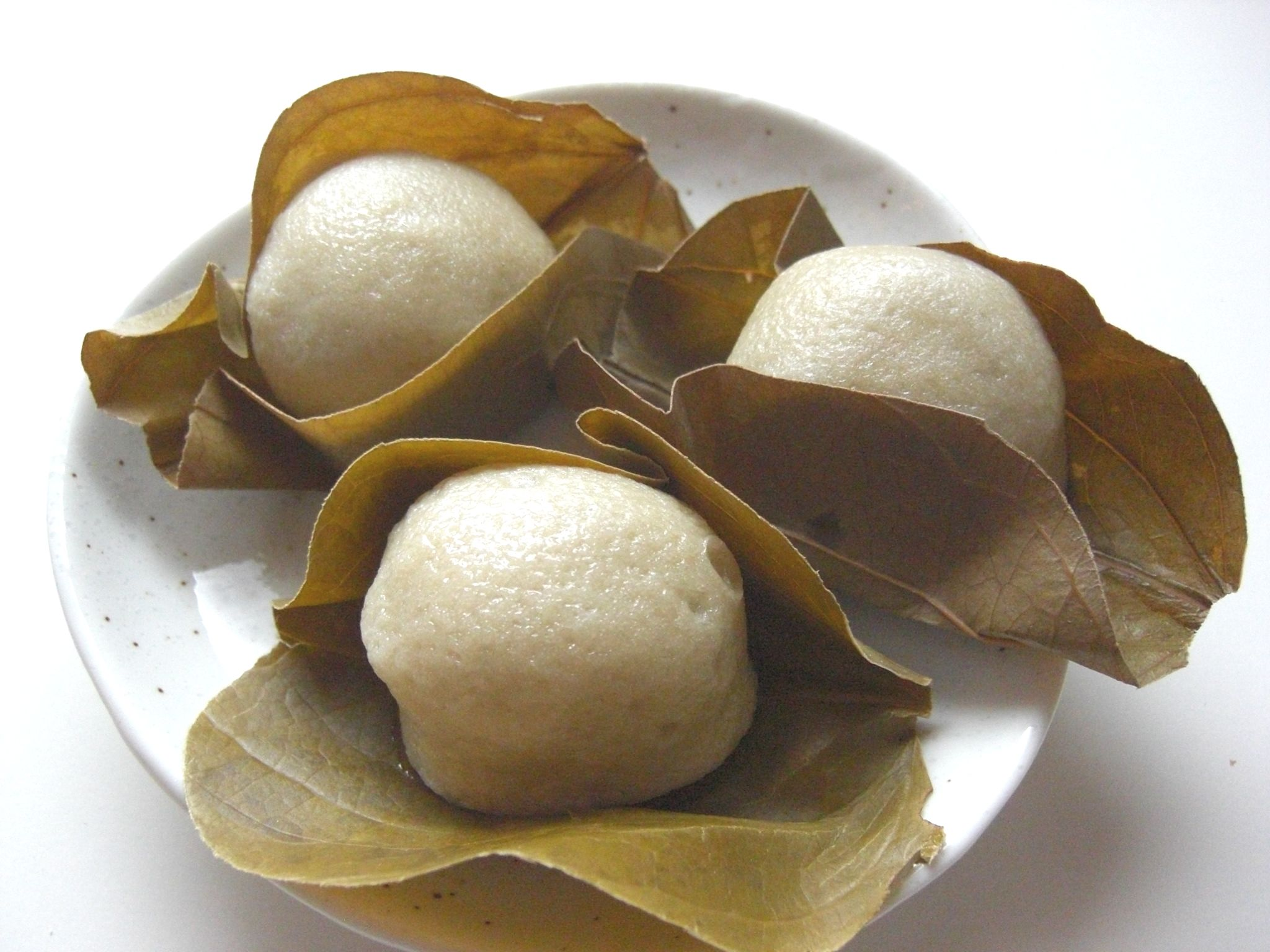
麩饅頭

麩饅頭（ふまんじゅう）は、饅頭の一種。一般的な小麦粉を蒸して作る皮ではなく、生麸の皮でこし餡を主に包んでいる。小麦粉のグルテンから由来するもちもちとした触感の皮を楽しむ。笹の葉や塩漬けされたサルトリイバラなどで包装される場合もあり、それらの香りや塩気がアクセントとなっている。賞味期限は約2、3日である。

## 来歴
- 京都市上京区『麩嘉』や、愛知県江南市にある『大口屋』が有名。他にも石川県や、大阪や和歌山で作られている。
- 元来は生麸を食べる習慣のある地域のみで生産されていた。また、生麩は水分を多く含んで日持ちがしない特性上、販売される地域が限られていた。精進料理に用いるので、生産地が京都市に多くあるのはこのためである。
- 菓子店で作られることが多いが、京都では製麩業者が作っていることもある。